# All die ganzen Jahre: Ihre besten Lieder
All die ganzen Jahre: Ihre besten Lieder ist ein Greatest-Hits-Album der deutschen Punkrock-Band Die Toten Hosen. Es erschien am 11. November 2011 über die Labels JKP und Warner Music Group.

## Inhalt
Die auf dem Album enthaltenen Lieder sind zuvor erschienene Singles aus bis zu diesem Zeitpunkt veröffentlichten Alben der Band. Darunter Opel-Gang (ein Song), Damenwahl (ein Track), Ein kleines bißchen Horrorschau (ein Stück), Auf dem Kreuzzug ins Glück (zwei Titel), Kauf mich! (drei Lieder), Opium fürs Volk (drei Songs), Crash-Landing (ein Track), Unsterblich (ein Stück), Auswärtsspiel (drei Titel), Zurück zum Glück (zwei Lieder) und In aller Stille (drei Songs). Zudem ist die Non-Album-Single Eisgekühlter Bommerlunder enthalten.

## Produktion
Die Lieder des Albums wurden größtenteils von dem Musikproduzenten Jon Caffery zusammen mit Die Toten Hosen produziert. Lediglich die Produktionen der Songs Alles was war, Strom und Ertrinken stammen von Vincent Sorg, Hans Steingen und Die Toten Hosen.

## Covergestaltung
Das Albumcover zeigt ein schwarzes Graffito des Deutschen Adlers in Skelettform auf einer grauen Wand. Oben im Bild befinden sich die Schriftzüge Die Toten Hosen in Rot sowie All die ganzen Jahre: Ihre besten Lieder in Schwarz.

## Titelliste
| #  | Titel                             | Länge | Original-Album (Jahr)                  |
| -- | --------------------------------- | ----- | -------------------------------------- |
| 1  | Auswärtsspiel                     | 2:35  | Auswärtsspiel (2002)                   |
| 2  | Alles was war                     | 3:11  | In aller Stille (2008)                 |
| 3  | Wünsch Dir was                    | 4:16  | Kauf mich! (1993)                      |
| 4  | Hier kommt Alex                   | 3:54  | Ein kleines bißchen Horrorschau (1988) |
| 5  | Steh auf, wenn Du am Boden bist   | 3:52  | Auswärtsspiel (2002)                   |
| 6  | Paradies                          | 3:57  | Opium fürs Volk (1996)                 |
| 7  | Alles aus Liebe                   | 4:33  | Kauf mich! (1993)                      |
| 8  | Bonnie & Clyde                    | 3:31  | Opium fürs Volk (1996)                 |
| 9  | Opel-Gang                         | 1:39  | Opel-Gang (1983)                       |
| 10 | Sascha … ein aufrechter Deutscher | 2:35  | Kauf mich! (1993)                      |
| 11 | Strom                             | 2:49  | In aller Stille (2008)                 |
| 12 | Alles wird vorübergehen           | 3:10  | Zurück zum Glück (2004)                |
| 13 | Wort zum Sonntag                  | 4:19  | Damenwahl (1986)                       |
| 14 | All die ganzen Jahre              | 3:18  | Auf dem Kreuzzug ins Glück (1990)      |
| 15 | Ertrinken                         | 4:13  | In aller Stille (2008)                 |
| 16 | Freunde                           | 4:04  | Zurück zum Glück (2004)                |
| 17 | Nur zu Besuch                     | 4:30  | Auswärtsspiel (2002)                   |
| 18 | Pushed Again                      | 3:50  | Crash-Landing (1999)                   |
| 19 | Bayern                            | 4:19  | Unsterblich (1999)                     |
| 20 | Zehn kleine Jägermeister          | 4:20  | Opium fürs Volk (1996)                 |
| 21 | Schönen Gruß, auf Wiederseh’n     | 3:35  | Auf dem Kreuzzug ins Glück (1990)      |
| 22 | Eisgekühlter Bommerlunder         | 2:56  | Single (1983)                          |

## Chartplatzierungen
All die ganzen Jahre: Ihre besten Lieder stieg am 25. November 2011 auf Platz zwölf in die deutschen Albumcharts ein, belegte in den folgenden Wochen die Ränge 28 und 34 und konnte sich insgesamt 62 Wochen in den Top 100 halten. In Österreich belegte das Album Position 22 und in der Schweiz Platz zwei, wobei es sich 30 bzw. 63 Wochen in den Charts hielt. In den deutschen Album-Jahrescharts 2012 erreichte es Rang 78.
| ChartsChartplatzierungen | Höchstplatzierung | Wochen |
| ------------------------ | ----------------- | ------ |
| Deutschland (GfK)        | 12 (62 Wo.)       | 62     |
| Österreich (Ö3)          | 22 (30 Wo.)       | 30     |
| Schweiz (IFPI)           | 2 (63 Wo.)        | 63     |

| ChartsJahrescharts (2012) | Platzierung |
| ------------------------- | ----------- |
| Deutschland (GfK)         | 78          |

## Verkaufszahlen und Auszeichnungen
Im Jahr 2014 erhielt All die ganzen Jahre: Ihre besten Lieder für mehr als 300.000 verkaufte Einheiten in Deutschland eine dreifache Goldene Schallplatte. In Österreich und der Schweiz wurde es für über 10.000 bzw. 15.000 Verkäufe jeweils mit Gold ausgezeichnet.

| Land/Region        | Auszeichnungen für Musikverkäufe (Land/Region, Auszeichnung, Verkäufe) | Verkäufe |
| ------------------ | ---------------------------------------------------------------------- | -------- |
| Deutschland (BVMI) | 3× Gold                                                                | 300.000  |
| Österreich (IFPI)  | Gold                                                                   | 10.000   |
| Schweiz (IFPI)     | Gold                                                                   | 15.000   |
| Insgesamt          | 3× Gold · 1× Platin ·                                                  | 325.000  |

## Rezeption
| Professionelle Bewertungen | Professionelle Bewertungen |
| Kritiken                   | Kritiken                   |
| Quelle                     | Bewertung                  |
| -------------------------- | -------------------------- |
| laut.de                    | [ 9 ]                      |

Alexander Austel von laut.de bewertete All die ganzen Jahre: Ihre besten Lieder mit vier von möglichen fünf Punkten. Das Album beleuchte „eher die 90er und die Nullerjahre“, statt „die ersten noch sehr punklastigen Garagen-Schretter-Nummern.“ Dabei spiegelten die einzelnen Songs die „Veränderung im Laufe der letzten Jahrzehnte sehr deutlich wider.“